# Gang de Hole-in-the-Wall
Le Gang de Hole-in-the-Wall est un gang américain de la conquête de l'Ouest, qui a pris son nom de Hole-in-the-Wall Pass dans le Comté de Johnson, Wyoming, où plusieurs gangs de hors-la-loi avaient leur repaire.

## Description
Le Gang de Hole-in-the-Wall n'est pas vraiment une grande bande organisée de hors-la-loi, mais est plutôt composé de plusieurs gangs, tous opérant à proximité de Hole-in-the-Wall Pass, l'utilisant comme leur base d'opérations. Les gangs forment une coalition, chacun planifie et réalise ses propres braquages avec très peu d'interaction avec les autres gangs. Parfois, les membres d'un gang s'associent avec d'autres gangs, mais en général, chaque gang fonctionne séparément, se rencontrant seulement quand ils étaient chacun à la planque en même temps.
Géographiquement, la planque a tous les atouts nécessaires pour un gang tentant d'échapper aux autorités. Elle est facile à défendre et impossible d'accès pour les représentants de la loi sans être repérés par les hors-la-loi qui s'y cachent. Elle a une infrastructure, avec chaque gang gérant son propre approvisionnement en nourriture et bétail, ainsi que ses propres chevaux. Un corral, une écurie, et de nombreuses cabanes ont été construits, un ou deux pour chaque bande. Toute personne opérant à partir de cette cachette respecte certaines règles du camp, dont une certaine manière de gérer les disputes avec d'autres membres du gang, et ne jamais voler les provisions d'un autre gang. Il n'y a pas de leader, chaque gang ayant sa propre chaîne de commandement. Le repaire est également utilisé comme abri et un lieu pour les hors-la-loi pour passer pendant les rudes hivers du Wyoming.
Les membres du Gang de Hole-in-the-Wall comprend des desperados tristement célèbres comme ceux de la Wild Bunch de Butch Cassidy, composée de Butch Cassidy (aka Robert Leroy Parker), le Sundance Kid (aka Harry A. Longabaugh), Elzy Lay, Tall Texan, "News" Carver, Camilla 'Deaf Charlie" Hanks, Laura Bullion, George "Flat Nose" Curry, Harvey 'Kid Curry' Logan, Bob Meeks, Lonny Curry (le frère de Kid Curry), Bob Smith, Al Smith, Bob Taylor, Tom O'Day, 'Laughing' Sam Carey, Black Jack Ketchum, et les Frères Roberts, ainsi que plusieurs gangs de hors-la-loi moins connus. Jesse James est également mentionné pour avoir séjourné à la planque de Hole-in-the-Wall.
Plusieurs posses ont suivi des hors-la-loi jusqu'à cet endroit, et il y a eu plusieurs fusillades lorsqu'ils ont tenté d'y entrer, les posses ont tous été repoussés, et forcés de se retirer. Aucun représentant de la loi n'a jamais réussi à y entrer pour capturer un hors-la-loi au cours de plus de cinquante ans d'existence de cette cachette, et aucune tentative des représentants de la loi de s'y infiltrer sous couverture n'a réussi.
Le campement a fonctionné avec un flux régulier d'allers et venues de hors-la-loi des gangs à partir de la fin des années 1860 jusqu'au début du XXe siècle. Cependant, en 1910, très peu de hors-la-loi utilisent encore le repaire, et celui-ci disparaît finalement de l'histoire. L'une des cabanes utilisées par Butch Cassidy existe toujours aujourd'hui, et a été déplacée à Cody, dans le Wyoming, où elle est exposée au public.

## Dans la culture populaire
Le Gang de Hole-in-the-Wall figure dans divers ouvrages, notamment:
- Films Western de fiction:
  - The Three Outlaws (1956), avec Neville Brand dans le rôle de Butch Cassidy et Alan Hale Jr celui du Sundance Kid, et montrant à l'écran les exploits du duo (avec William "News" Carver, membre de la Wild Bunch comme le troisième bandit du titre)[1].
  - Cat Ballou (1965), comédie western avec Jane Fonda (dans le rôle de la Cat[herine] du titre) et Lee Marvin, dans lequel un gang braque un train, fournissant suffisamment de motivation pour qu'une expédition se monte contre non seulement eux, mais tout le monde à Hole-in-the-Wall, obligeant le reste des vieux hors-la-loi qui s'y trouve à l'éjecter du refuge.
  - Butch Cassidy et le Kid (1969), avec Paul Newman et Robert Redford, film théâtralisé des historiques hors-la-loi.
- "Le Bon, la brute, et le tigrou", parodie animée (dans la série télévisée Les Nouvelles Aventures de Winnie l'Ourson), des gangs historiques théâtralisés, avec des hors-la-loi "Ourson" et "Tigrou" formant le "Gang de Hole in the Head".